# Passeport mexicain
Le passeport mexicain est un document de voyage international délivré aux ressortissants mexicains, et qui peut aussi servir de preuve de la citoyenneté mexicaine.